# Роде, Бернхард
Кристиан Бернхард Роде (нем. Christian Bernhard Rode; 25 июля 1725, Берлин — 28 июня 1797, Берлин) — немецкий исторический живописец. Был близок берлинскому Просвещению и в своём творчестве распространял его идеи.

## Биография
Бернхард был сыном ювелира, его брат Иоганн Генрих был гравёром, а брат Филипп — гончаром. Первые уроки в искусстве получил от отца, затем четыре года находился на обучении в мастерской придворного художника Антуана Пэна, сконцентрировавшись на портретной живописи. В 1748 году отправился путешествовать. Полтора года проживал в Париже, где работал в мастерских Жана Ресту и Шарля Андре ван Лоо и увлёкся исторической живописью. В Венеции и Риме изучал наследие старых мастеров. В 1755 году вернулся в Берлин.
В 1757 году художник женился, детей у него не было. Благодаря пожизненной ренте из отцовского наследства Роде обладал финансовой независимостью и мог сам определять технику работы, формат и тематику своих произведений. Он мог позволить себе дарить свои картины. С 1785 году у Роде появились проблемы со здоровьем, но продолжал работать вплоть до своей смерти.
В круг берлинского Просвещения входили представители учёного общества и друзья издателя и писателя Фридриха Николаи: поэт и философ Карл Вильгельм Рамлер, философы Иоганн Георг Зульцер и Томас Аббт, а также эпизодически Готхольд Эфраим Лессинг и Мозес Мендельсон. Бернхард Роде не входил непосредственно в этот круг, но был дружен со многими просветителями.
В числе его учеников Иоганн Кристоф Фриш.